# Ujmira
Ujmira (albanisch auch Ujmirë, serbisch Добра Вода Dobra Voda) ist ein Dorf im Kosovo in der Gemeinde Klina und im Bezirk Peja.

## Geographie

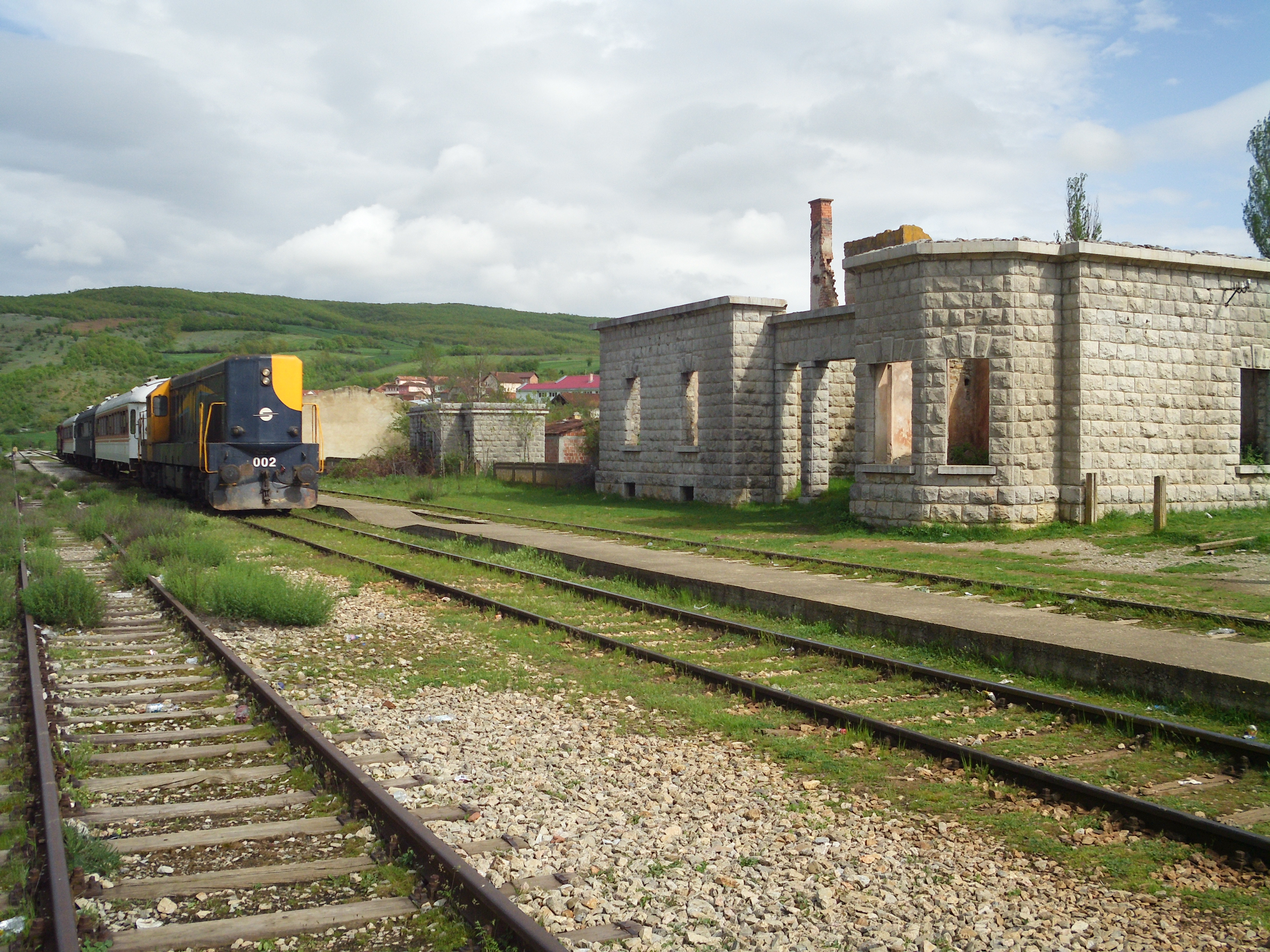
Bahnhof in Ujmira

Ujmira liegt im Nordwesten des Kosovo in der Gemeinde Klina des Bezirks Peja. Das Dorf gehört teils zur Region Llapusha und teils zur Region Drenica. Das Dorf befindet sich am linken Ufer des Flusses Klina an der Bahnstrecke Pristina–Peja. Ujmira liegt auf 565 m. i. J.. Das Siedlungsgebiet liegt auf dem Territorium der Katastergemeinde Ujmira mit einer Fläche von 331 ha. Der Gemeindehauptort Klina ist im Westen etwa zehn Kilometer entfernt.

## Geschichte
Bei Ujmira befindet sich ein Kloster, das in der ersten Hälfte des 14. Jahrhunderts gegründet und in die Liste der Kulturdenkmäler von herausragender Bedeutung der Republik Serbien eingetragen wurde.
Auf dem Hügel über Ujmira befinden sich die Überreste der Kirche Sv. Die Apostel Peter und Paul. Die Kirche wurde im 13. Jahrhundert wahrscheinlich innerhalb des gleichnamigen Klosterkomplexes errichtet. Die Fundamente der weitläufigen Mauern des Eingangsturms und der Tore der Festungsstadt, in deren Zentrum sich der Tempel befand, sind erhalten geblieben. Es wurde im 14. Jahrhundert wieder aufgebaut und nach der Wiederherstellung des Klosters von Peja im 16. Jahrhundert wieder aufgebaut. Es gibt auch die Überreste einer Kirche in Ujmira.

## Bevölkerung
Laut 2011 durchgeführter Volkszählung hat Ujmira eine Bevölkerung von 544, wovon 99,82 % Albaner sind.

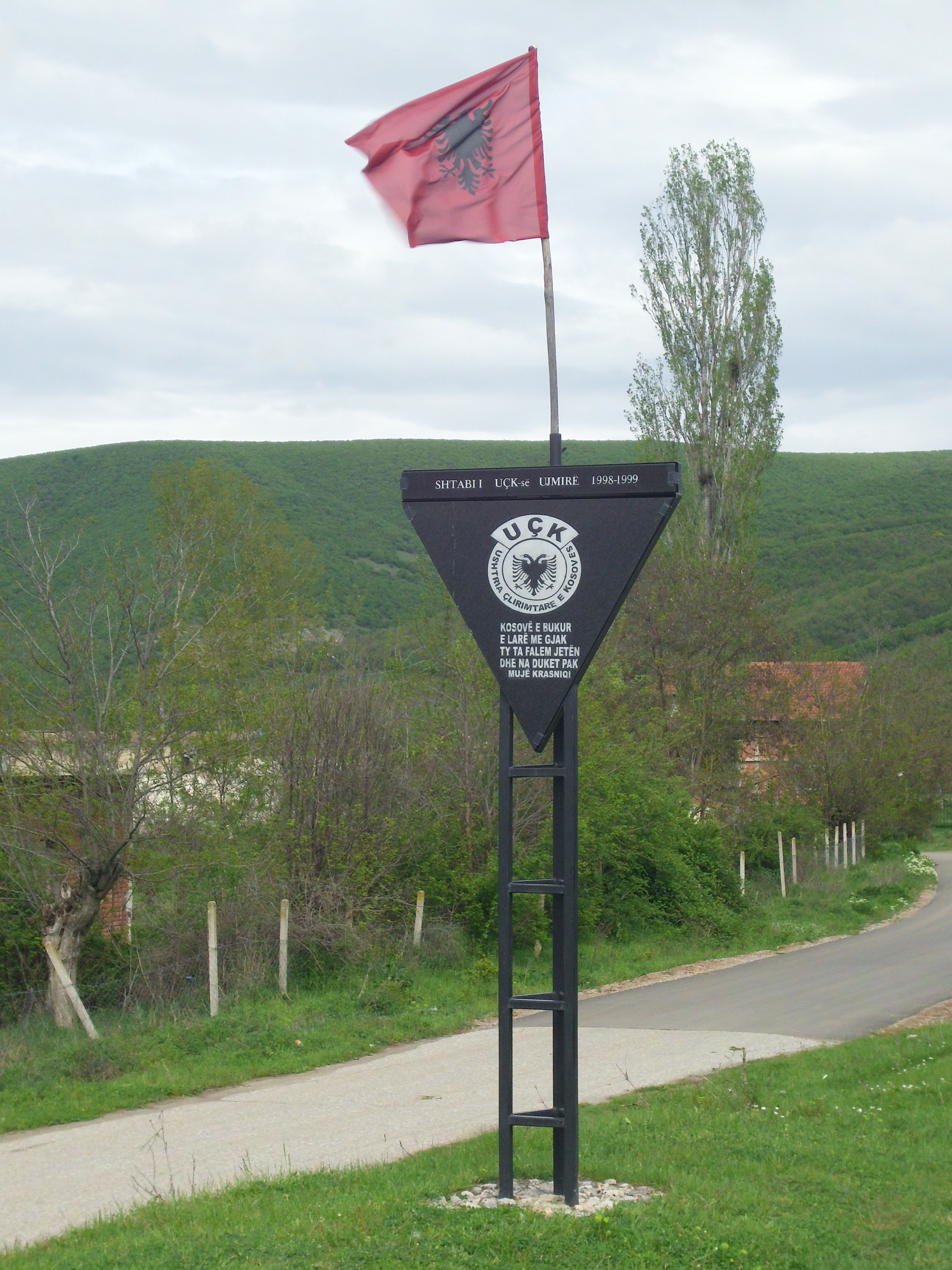
Ein Denkmal in Ujmira für die Kosovo-Befreiungsarmee (UÇK)

| 1948 | 1953 | 1961 | 1971 | 1981 | 1991 | 2011 |
| 201  | 401  | 430  | 552  | 654  | 668  | 544  |
| ---- | ---- | ---- | ---- | ---- | ---- | ---- |

## Wirtschaft
Im Dorf gibt es insgesamt drei Einkaufsladen. Es gibt zwei kleine Supermärkte und einen mittelgroßen Supermarkt neben dem Bahnhof von Ujmirë. In Ujmirë befindet sich auch eine Mittelschule, gleich neben der Mittelschule liegt auch das Kindergarten und die Volksschule von Ujmirë. Das gesamte Komplex wird als die Schule von ''Ali Krasniqi'' genannt. Dazu gibt es noch eine Tankstelle sowie einen Hygienenmarkt.